# Ophiothrix trilineata
Ophiothrix trilineata är en ormstjärneart som beskrevs av Christian Frederik Lütken 1869. Ophiothrix trilineata ingår i släktet Ophiothrix och familjen Ophiothrichidae. Inga underarter finns listade i Catalogue of Life.